# Wolfgang Wetzel
Wolfgang Wetzel (nascido a 11 de maio de 1968) é um político alemão. Nascido em Schlema, ele representa a Aliança 90/Os Verdes. Wolfgang Wetzel serviu como membro do Bundestag pelo estado da Saxónia de 2020 a outubro de 2021.

## Carreira política
Wetzel tornou-se membro do Bundestag em 2020, quando substituiu Stephan Kühn, que havia renunciado. No parlamento, ele serviu na Comissão das Petições.